# Saint-Guinoux
Saint-Guinoux is een gemeente in het Franse departement Ille-et-Vilaine (regio Bretagne). De plaats maakt deel uit van het arrondissement Saint-Malo. Saint-Guinoux telde op 1 januari 2022 1.247 inwoners.

## Geografie
De oppervlakte van Saint-Guinoux bedroeg op 1 januari 2022 6,37 vierkante kilometer; de bevolkingsdichtheid was toen 195,8 inwoners per km².

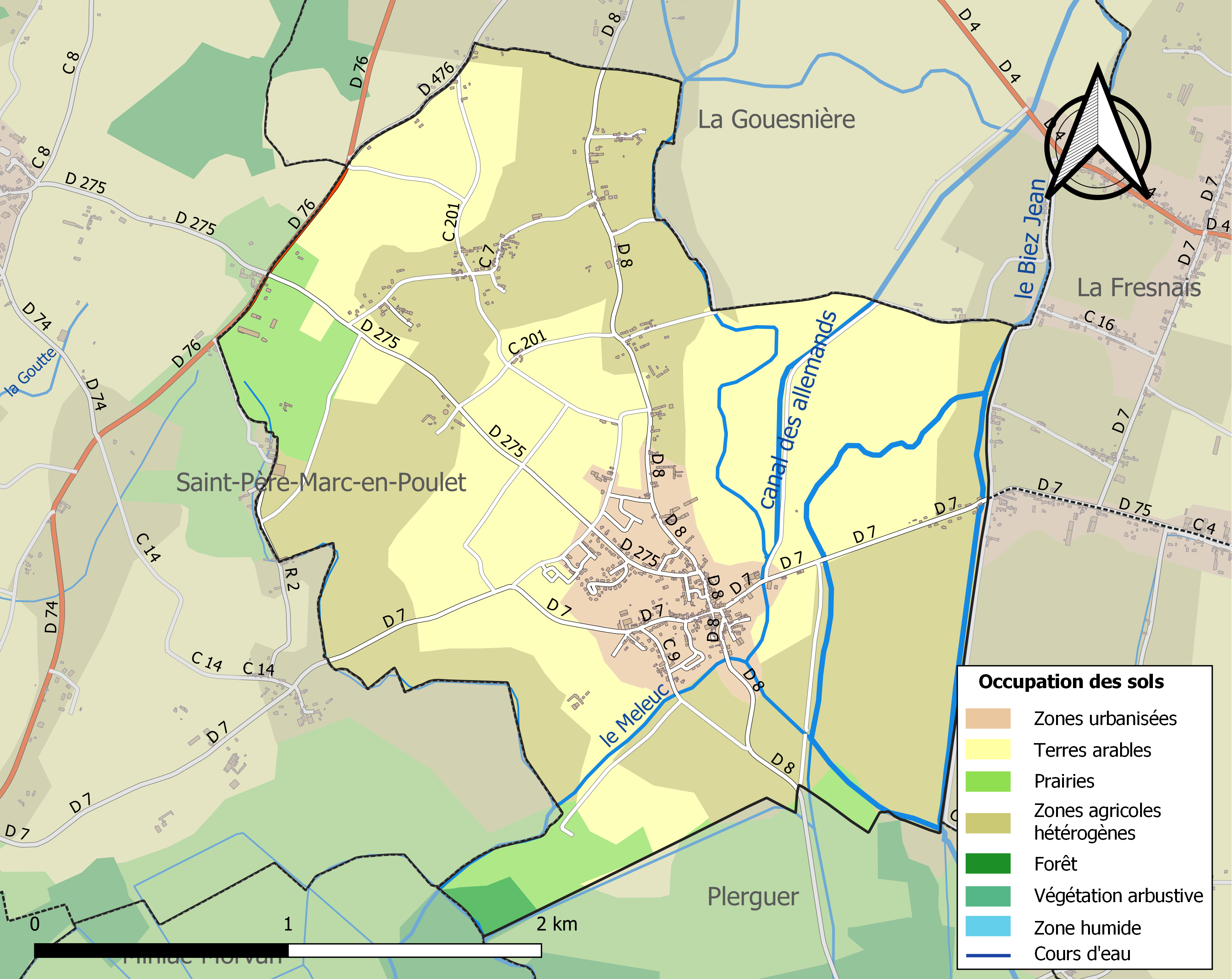
Kaart van de gemeente met belangrijkste infrastructuur, bodemgebruik en omliggende gemeenten

## Demografie
Onderstaande figuur toont het verloop van het inwonertal, bron: INSEE-tellingen. 